# Agnes De Nul
Agnes De Nul (17 maart 1955) is een Belgisch actrice. Ze werd vooral bekend door haar rol als Kabouter Kwebbel, een van de vaste rollen in de televisieserie en films van Kabouter Plop.

## Levensloop
De Nul studeerde in 1977 af aan het muziekconservatorium te Brussel. Ze ging vervolgens aan de slag bij het Mechels Miniatuur Teater waar ze onder andere meespeelde in Zwart en wit en Hou me vast. De Nul had ook enkele televisierollen. Zo was ze te zien in de komische televisieserie De Collega's, waar ze de rol van Kris Berlo speelde, Jan Rap en zijn maat, RIP en Interflix. Sinds 1997 speelt ze de rol van Kabouter Kwebbel in de televisieserie Kabouter Plop en bijhorende films. Van 2014 tot 2017 was ze te zien als theaterlerares Van Der Donck in Ghost Rockers. De Nul gaf ook een tijdlang les aan de toneelacademie August De Boeck in Opwijk.

## Film
- Jan Rap en zijn maat (1980) - als Aline
- De Kabouterschat (1999, 2008) - als kabouter Kwebbel
- Plop in de Wolken (2000) - als kabouter Kwebbel
- Plop en de Toverstaf (2003) - als kabouter Kwebbel
- Plop en Kwispel (2004) - als kabouter Kwebbel
- Plop en het Vioolavontuur (2005) - als kabouter Kwebbel
- Plop in de stad (2006) - als kabouter Kwebbel
- Plop en de Pinguïn (2007) - als kabouter Kwebbel
- Plop en de kabouterbaby (2009) - als kabouter Kwebbel
- Plop wordt Kabouterkoning (2012) - als kabouter Kwebbel
- Ghost Rockers - Voor altijd? (2016) - als Dora Van der Donck
- De Collega's 2.0 (2018) - als Kris Berlo
- K3: Dans van de Farao (2020) - als oud vrouwtje

## Televisie
- De Collega's (1979-1981) - als Kris Berlo
- Postbus X (1992) - als mevrouw Severs
- RIP (1992-1994) - als Desiréeke De Potter
- F.C. De Kampioenen (1992, 1997, 1999, 2000, 2010) - als Liliane Verhoeven
- Samson en Gert (1993) - als sportieve dame
- Wittekerke (1993) - als mevrouw Janssen
- Interflix (1994-1997) - als Victorine Kiekens
- Samson en Gert (1995) - als moeder van Marlène
- De Kotmadam (1997) - als Godelieve
- Wittekerke (1997) - als Noëlla
- Kabouter Plop (1997-heden) - als kabouter Kwebbel
- Familie (2002) - als Hélène
- Wittekerke (2003) - als uitbaatster van de Caresse
- Aspe (2007) - als Denise Vindevogel
- Lang Leve... (2013) - als moeder van Gert Verhulst
- Ghost Rockers (2014-2017) - als Dora Van der Donck
- Familie (2022) - als Maria De Vries

## Filmspecials
- 10 jaar Plop (2007) - als kabouter Kwebbel
- Plop en de Kabouterpaashaas (2010) - als kabouter Kwebbel
- Plop en Prins Carnaval (2011) - als kabouter Kwebbel
- Plop en de Kabouterkermis (2013) - als kabouter Kwebbel
- Plop en de Wenssteen (2013) - als kabouter Kwebbel
- Plop en het Ei (2014) - als kabouter Kwebbel
- Plop en de Brandweerkabouter (2014) - als kabouter Kwebbel

## Theater
- Plopshow I (1998/1999)
- Plopshow II (1999)
- Plopshow III (2000)
- Lalala Tour (2001/2002)
- Plop en het kabouterfeest (2002/2003)
- Kassa Kassa (2003/2004)
- Kabouterkriebels (2003/2004)
- Plop en de Tovernootjes (2004/2005)
- Plop en de Treitertrol (2005/2006)
- Plop en het muizenmeisje (2006/2007)
- Plop en de muziekkampioen (2008)
- Plop en het bezoek van Pinki (2008/2009)
- Plop en het circus (2009/2010)
- Plop gaat trouwen (2010/2011)
- Plop en de fopkampioen (2011/2012)
- Vakantie vol verrassingen (2012/2013)
- Plop in de speelgoedwinkel (2013/2014)
- Plop en het sprookjesboek (2014/2015)
- Het Plop-up restaurant (2018)
- Een nieuwe muts voor Plop (2022)
- Plop en de Knuffelbeer (2024)